# نصیرآباد (نیشابور)
نصیرآباد (نیشابور)، روستایی از توابع بخش مرکزی شهرستان نیشابور در استان خراسان رضوی ایران است.

## جمعیت
این روستا در دهستان بینالود قرار دارد و براساس سرشماری مرکز آمار ایران در سال ۱۳۸۵، جمعیت آن ۱۹۵ نفر (۴۹خانوار) بوده‌است.

## فعالیت‌های اقتصادی
شغل مردم روستا کشاورزی که آب مورد نیاز از سه قنات اکبرآباد، غار، و قناتی که پیرامون آن منازل روستا گسترش یافته‌است و همچنین رودخانه کوه حیدری تأمین می‌شود. کشاورزی روستا به دلیل هجوم خوک‌های وحشی از منطقه حفاظت شده کوه حیدری با آسیب جدی روبرو است؛ و صدمات جدی به محصولات کشاورزان وارد می‌نماید؛ که این موجب مهاجرت وسیع اهالی به شهرستان نیشابور شده‌است.
دامداری و پرورش گوسفند و بز از دیگر فعالیت‌های اهالی می‌باشد.

## گویش
گویش اغلب مردم روستا به زبان کرمانجی است و تعدادی مهاجر از روستاهای اطراف به گویش فارسی تکلم می‌کنند.

## دین
اسلام. شیعه جعفری (دوازده امامی)